# Thomas L. Clingman
Thomas Lanier Clingman (27 juli 1812 – 3 november 1897) was een Amerikaans politicus en militair. Hij stond bekend als de "Prince of Politicians" een Democraat die  tussen 1843 en 1845 en tussen 1847 en 1858 zetelde als congreslid voor North Carolina en tussen 1858 en 1861 verkozen werd tot senator. Bij het begin van de Amerikaanse Burgeroorlog weigerde hij zijn zitje in de senaat op te geven na de secessie van zijn thuisstaat. Zoals vele Zuidelijke senatoren werd hij in absentia geschrapt als federaal senator. Daarna diende hij als brigadegeneraal in het Confederate States Army.

## Vroege jaren
Clingman werd geboren op 27 juli 1812 in Huntsville, een kleine dorpje in wat heden ten dage Yadkin County, North Carolina is. Hij was de zoon van Jacob Clingman en Jane (Poindexter) Clingman. Hij werd vernoemd naar zijn oom Dr. Thomas Lanier. Hij kreeg les van privéleraren en liep daarna school in Iredell County. In 1832 studeerde hij af aan de Universiteit van North Carolina. Daarna studeerde hij rechten. Hij werd in 1834 toegelaten tot de balie en opende een eigen kantoor in Huntsville.

## Politieke loopbaan
Clingman werd in 1835 verkozen als lid van het North Carolina House of Representatives. Hij verhuisde in 1836 naar Asheville, North Carolina en werd in 1840 lid van de North Carolina Senate. Clingman stelde zich verkiesbaar voor het Huis van Afgevaardigden waarbij hij opkwam voor de Whigs. Hij werd verkozen, maar raakte zijn zitje kwijt tijdens de volgende verkiezingen. Hij vocht in 1845 een duel uit met congreslid William Lowndes Yancey van Alabama omdat Clingman tijdens de eerste speech van Yancey zijn integriteit in twijfel trok. Beide opponenten kwamen er zonder kleerschuren vanaf. Clingman werd opnieuw verkozen in 1849 en zou tot in 1858 zijn plaats in het Huis van Afgevaardigen behouden. Hij nam ontslag om senator te worden voor de Democratische Partij. Toen zijn thuisstaat zich afschuurde van de Verenigde Staten werd hij in absentia geschrapt als senator.

## Amerikaanse Bugeroorlog
Clingman nam dienst in het Confederate States Army en werd verkozen tot kolonel van het 25th North Carolina Infantry. Met zijn regiment nam hij deel aan de Schiereilandveldtocht. Hij werd bevorderd tot brigadegeneraal en kreeg het commando over een infanteriebrigade toevetrouwd. Deze brigade bestond uit de 8th, de 31st, de 51st en 61st North Carolina Infantry Regiment. Zijn brigade nam deel aan de Slag bij Goldsboro Bridge, de Eerste Slag om Fort Wagner, de Slag bij Drewry's Bluff en Cold Harbor. De brigade werd ook ingezet tijdens de Richmond-Petersburgveldtocht. Uiteindelijk gaf Clingman zich over met generaal Joseph E. Johnston na de Slag bij Bentonville.

## Latere jaren
Na de oorlog werd Clingman landmeter en was hij werkzaam in westelijk North Carolina en Tennessee. Hij overleed op 3 oktober 1897 en werd begraven op de Riverside Cemetery in Ashville, North Carolina.